# Kriegerdenkmal Posen

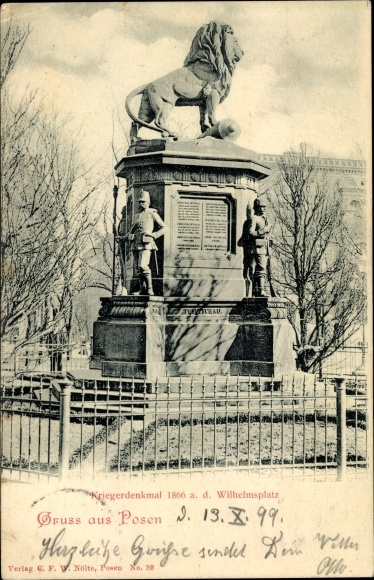
Kriegerdenkmal in Posen

Das Kriegerdenkmal war ein Denkmal in Posen. Es wurde 1870 zur Erinnerung an die Gefallenen der Schlacht bei Nachod von 1866 eingeweiht und 1919 wieder abgerissen.

## Geschichte
Die Schlacht bei Nachod am 27. Juni 1866 war die erste größere militärische Auseinandersetzung des Preußisch-Österreichischen Krieges, sie endete mit einem preußischen Sieg. 1868 wurde durch Generäle des V. Armee-Corps beschlossen, zum Gedenken an die gefallenen preußischen Offiziere und Soldaten ein Denkmal in Posen zu errichten. Die Entwürfe schuf der Stadtbaumeister Cäsar Stenzel, die Skulptur der Berliner Bildhauer Rudolf Pohle, diese wurde in der Galvanisierungswerkstatt von Johannes Brix in Berlin gegossen. Die Kosten von 6000 Thalern wurden durch die Offiziere der Posener Garnison durch einen Soldverzicht von vier Tagen aufgebracht.
Am 27. Juni 1870 fand die feierliche Einweihung statt, genau vier Jahre nach der Schlacht von Nachod. Anwesend waren Beteiligte der Schlacht, die gesamte Posener Garnison, Vertreter der Stadt und Bürger.
Das Kriegerdenkmal war das erste preußische Denkmal in Posen, das erst seit 1793 zum Königreich Preußen gehörte.
In der Nacht vom 3. auf den 4. April wurde das Denkmal von jungen Polen vom Sockel geholt, wie auch die anderen deutschen Denkmäler für Bismarck, Kaiser Wilhelm I. und Kaiser Friedrich I.

## Denkmal
Auf dem Denkmal stand ein Löwe mit aufgerissenem Maul, die Vorderpfoten auf einer erbeuteten österreichischen Kanone. Im Postament waren die Namen der gefallenen Offiziere des preußischen V. Armee-Corps in vier Tafeln eingraviert, dazwischen standen Skulpturen von vier Soldaten, mit den Gesichtern der befehlshabenden Generäle. Darunter gab es mehrere Stufen.
Das Denkmal stand auf dem Wilhelmsplatz (jetzt Plac Wolnośći) in der Altstadt  vor dem Stadttheater. 
Die Sieger der Schlacht waren auch  als Löwen von Nachod bezeichnet worden, daher wurde ein solcher auf dem Denkmal aufgestellt. Ein Löwe findet sich als Motiv auf zwei weiteren Denkmälern für den Deutschen Krieg von 1866 in Dortmund und Chlumov, allerdings jeweils als Schlafender Löwe.